# 8308 Julie-Mélissa
8308 Julie-Mélissa là một tiểu hành tinh vành đai chính với chu kỳ quỹ đạo là 1277.9911116 ngày (3.50 năm).
Nó được phát hiện ngày 17 tháng 4 năm 1996.